# Wilamowo (Podlachie)
Pour les articles homonymes, voir Wilamowo.
Wilamowo est un village de Pologne, situé dans le gmina de Przytuły, dans le Powiat de Łomża, dans la voïvodie de Podlachie.

## Source
- (en) Cet article est partiellement ou en totalité issu de l’article de Wikipédia en anglais intitulé « Wilamowo, Podlaskie Voivodeship » (voir la liste des auteurs).